# Odontotrypes maedai
Odontotrypes maedai es una especie de coleóptero de la familia Geotrupidae.

## Distribución geográfica
Habita en Birmania.